# Louise-Françoise de Bourbon
Louise Françoise de Bourbon (n. 1 iunie 1673, Tournai, Franța – d. 16 iunie 1743, Paris, Regatul Franței) a fost fiica cea mare a regelui Ludovic al XIV-lea al Franței și a metresei sale, Françoise-Athénaïs de Montespan. A fost recunoscută de tatăl ei la 19 decembrie 1673. Înainte de căsătorie, era cunoscută la curte ca Mademoiselle de Nantes. 

## Biografie
Louise Françoise s-a născut la Tournai la 1 iunie 1673 în timp ce părinții ei, regele Ludovic al XIV-lea și Françoise-Athénais de Rochechouart erau într-o campanie militară; mătușa maternă, marchiza de Thianges, era acolo, de asemenea. După întoarcerea de la Tournai, părinții ei au plasat-o pe ea și pe frații mai mari în grija uneia dintre cunoștințele mamei sale, văduva Madame Scarron (viitoarea metresă a regelui).

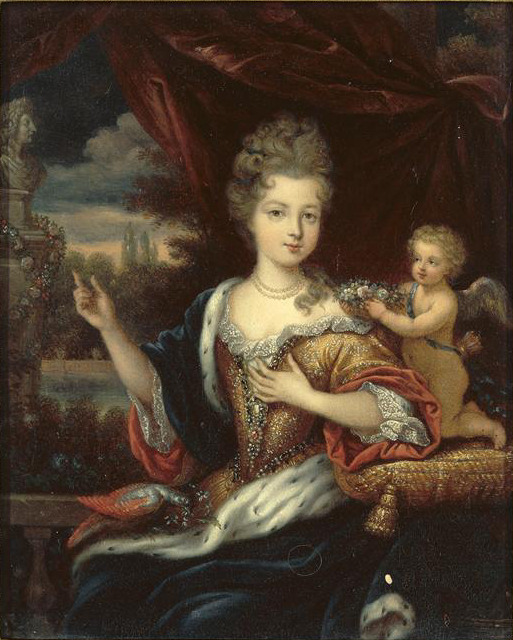
Mademoiselle de Nante

La 19 decembrie 1673, Ludovic al XIV-lea și-a recunoscut copii pe care îi avea cu metresa sa, printr-un proces recunoscut de Parlamentul din Paris. În momentul recunoașterii, fratele ei mai mare, Louis-Auguste de Bourbon, a primit titlul de Duce de Maine; următorul frate, Louis-César de Bourbon, a devenit Conte de Vexin, în timp ce Louise Françoise a primit titlul de Mademoiselle de Nantes. Părinții îi spuneau Poupotte după aspectul ei de păpușă.
În anul de după nașterea ei, un alt frate s-a alăturat Ducelui de Maine, Contelui de Vexin și Louisei Françoise la reședința lor din Paris. Viitoarea Mademoiselle de Tours s-a născut la Castelul Saint-Germain-en-Laye în noiembrie 1674. Mica Mademoiselle de Tours a fost recunoscută în 1676 și va deveni bună prietenă cu Mademoiselle de Nantes. Moartea surorii ei mai mici în 1681, a afectat-o profund pe Louise Françoise.
Mesdemoiselles de Nantes și de Tours au fost crescute împreună într-o casă din Paris, unde copii nelegitimi ai regelui cu Madame de Montespan erau ascunși de ochii Curții. Louise Françoise n-a fost niciodată apropiată de sora ei vitregă mai mare, Marie Anne de Bourbon, sau de sora ei bună mai mică Françoise Marie de Bourbon, cele trei surori fiind foarte geloase una pe cealaltă.

## Căsătoria
La 25 mai 1685, la vârsta de unsprezece ani, Louise Françoise s-a căsătorit cu Louis de Bourbon, Duce de Bourbon, un văr îndepărtat în vârstă de șaisprezece ani. Soțul ei era fiul lui Henry Jules, Duce de Enghien, fiul capului Casei de Condé, o ramură a Casei de Bourbon. Mama lui era Anne Henriette de Bavaria. Regele Ludovic al XIV-lea i-a dat fiicei sale o zestre generoasă de un milion de livre.
La scurtă vreme după căsătoria ei, în timp ce curtea își avea reședința la Palatul Fontainebleau, Louise Françoise s-a îmbolnăvit de variolă. În timp ce soțul ei de 17 ani n-a îngrijit-o, mama ei și bunicul soțului ei, Le Grand Condé  au făcut-o. Prințul de Condé chiar l-a împiedicat cu forța pe Ludovic al XIV-lea să-și vadă fiica pentru propria lui siguranță. Louise Françoise s-a recuperat, dar Le Grand Condé a murit în decembrie după ce s-a îmbolnăvit îngrijind-o pe soția nepotului său. Louise Françoise și soțul ei au avut nouă copii, toți atingând vârsta adultă.

### Madame la Duchesse

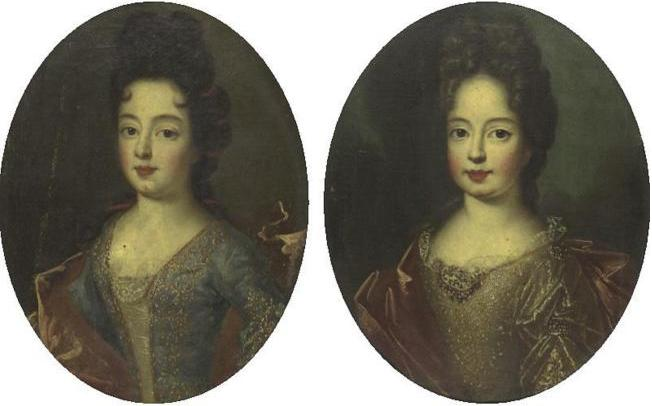
Cele două surori: Louise-Françoise (dreapta) și Françoise Marie (stânga) au fost în competiție aproape toată viața

După ce mama ei a părăsit curtea în 1691, Louise Françoise a vizitat-o la mănăstirea "Filles de Saint-Joseph" din Paris, unde ea s-a retras. Cum s-au văzut des, cele două s-au apropiat și Louise Françoise a fost profund afectată de decesul mamei în 1707. Ludovic al XIV-lea a interzis tuturor de la curte să poarte doliu după fosta lui metresă însă ca semn de respect pentru mama lor,  Louise Françoise și doi dintre frații ei, Françoise Marie de Bourbon și Contele de Toulouse, au decis să nu participe la reuniunile curții. Pe de altă parte, fratele lor cel mare, Ducele de Maine, abia și-a putut masca bucuria de a moșteni averea mamei. El a moștenit Castelul de Clagny însă l-a folosit rareori.
În 1692, sora ei mai mică, Françoise Marie, s-a căsătorit cu vărul lor primar, Philippe d'Orléans, singurul fiu al unchiului lor, Monsieur. Ca soție a unui petit-fils de France, Françoise Marie avea rang mai mare la curte decât Louise Françoise și decât sora lor vitregă, Marie Anne. Acest lucru, combinat cu faptul că Françoise Marie a primit o zestre dublă a înfuriat-o pe Louise Françoise, care a intrat în competiție cu sora ei.
Louise Françoise a fost o femeie frumoasă și vivace. În jurul anului 1695 ea a început o relație romantică cu François Louis de Bourbon, prince de Conti,, frumosul cumnat al surorii ei vitrege, Marie Anne de Bourbon. Soția lui François Louis era pioasa Marie Thérèse de Bourbon; Marie Thérèse era sora mai mare a soțului lui Louise Françoise. Cea de-a patra fiică a Louise Françoise, Marie Anne, născută în 1697, se crede că a fost rezultatul aventurii.
Când soțul a descoperit infidelitatea a fost furios însă nu s-a certat deschis cu Prințul de Conti fiindu-i teamă de socrul său, regele Ludovic al XIV-lea. Fratele vitreg al soției sale, Delfinul, cu care ea era în bune relații, a permis cuplului să se întâlnească la moșia lui de la Meudon, departe de soțul ei și de curte.
După decesul socrului ei la 1 aprilie 1709, soțul ei a moștenit titlul de Prinț de Condé. Totuși, el nu a moștenit și rangul tatălui său de "Premier Prince du Sang", care a fost oficial transferat de la Casa de Condé la Casa de Orléans. Ca rezultat, sora ei mai mică a devenit  Madame la Princesse. Acest transfer de rang a acutizat rivalitatea dintre cele două surori. Soțul Louisei Françoise a murit în 1710. S-a spus că văduva a fost afectată însă Madame de Caylus nu crede că doliu a fost sincer.
Pentru a se avea bine cu viitorul rege, Louise Françoise a participat în mod frecvent la curtea fratelui ei vitreg, Monseigneur,, la Château de Meudon. La Meudon, ea a devenit apropiată de Élisabeth Thérèse de Lorena și de sora ei mai mare, Mademoiselle de Lillebonne, viitoare stareță de Remiremont. În mod neasteptat, Delfinul a murit în 1711, ruinând planul surorii sale de a stabili o relație mai solidă cu coroana. În ciuda speranțele spulberate, Louise Françoise a fost profund afectată de moartea Delfinului. Nepotul ei, Louis, Duce de Burgundia, și soția sa, Marie Adélaïde, au devenit noii Delfin și Delfină.
Marie Adélaïde și Louise Françoise au devenit inamice din cauza atitudinii condescendente a noii Delfine față de doamnele de rang inferior. În schimb, Louise Françoise a devenit prietenă bună cu Jeanne Baptiste d'Albert de Luynes, fosta metresă a Ducelui Victor Amadeus de Savoia. Jeanne Baptiste a plecat din Savoia în 1700 și de atunci locuia la Paris. A fost o importantă figură literară a acelor vremi.
În doi ani, în 1712, noul Delfin, soția lui și fiul lor cel mare au murit de variolă, lăsând un singur moștenitor în urmă, Ducele de Anjou, ca moștenitor legitim al regelui Ludovic al XIV-lea. În 1715 regele a murit și a fost succedat de strănepotul său în vârstă de cinci ani, Ludovic al XV-lea. Imediat a început o controversă între fratele mai mare al Louisei Françoise, Ducele de Maine, și cumnatul ei, Ducele de Orléans, asupra subiectului cine ar trebui să devină Regent. Parlamentul a deliberat timp de o săptămână și Ducele de Orléans a fost declarat oficial Regent al Franței. Acum rivala ei soră deținea cel mai înalt rang din Franța.
În anii 1720, Louise Françoise a devenit metresa marchizului de Lassay. Pentru a fi mai aproape de ea, el a construit Hôtel de Lassay de lângă Palais Bourbon, reședința ei de la Paris. Mai târziu, a fost construită o galerie care a adăpostit mare parte din colecția de pictură care a făcut reputația lui Lassay ca un cunoscător în cercurile pariziene pentru o generație după moartea lui. De asemenea, prin galeria care a alăturat cele două clădiri, cei doi iubiți au avut un acces mai bun unul la altul.
În timpul regenței lui Philippe d'Orléans, fiul Louisei Françoise a intrat în dizgrație. Fiul ei a murit în exil în 1740 și a fost succedat de fiul său, Louis Joseph, Prinț de Condé, care avea patru ani.